# لغات الأردن
المملكة الأردنية الهاشمية دولة عربية عضو في جامعة الدول العربية. يتكلم سكانها المواطنون اللغة العربية بلهجة أردنية محلية مقاربة إلى اللهجات الشامية الأخرى، لكن اللغة العربية الفصحى هي المستخدمة في وسائل الإعلام والتعليم والمعاملات الرسمية والحكومية.

## اللهجات
من اللهجات الأخرى السائدة في المملكة الأردنية الهاشمية النجدية خاصة في المناطق الجنوبية، واللهجات الفلسطينية على اختلافها وتبدو واضحة بين سكان مدينتي عمان والزرقاء. ومن اللهجات العربية الأخرى:
- المصرية
- العراقية

## اللغات المحلية
اللغة العربية هي اللغة الرسمية والأساسية مع نسبة خفيفة من اللغات الأخرى.
ومن اللغات الأخرى:
- الأديغية.[2] ويطلق عليها في البلاد العربية اسم اللغة الشركسية إلا أن كلمة لغة شركسية تشير إلى مجموعة أوسع من اللغات لا تقتصر على اللغة الأديغية.
- الأرمنية
- الشيشانية
- الدومرية
- القبردية (لغة قبردينية)
- الإنجليزية، واسعة الانتشار، يتم تدريسها في المدارس الحكومية والخاصة منذ المراحل التأسيسية. وهي لغة التدريس للعديد من المناهج في الجامعات خاصة في الكليات العلمية.

## اللغات الأجنبية
وبسبب وجود نسبة من الوافدين في المملكة الأردنية الهاشمية فسنجد نسبة تتكلم لغات أخرى مثل:
- اليونانية
- الكردية
- الأذرية الجنوبية، وهي لغة تركمان العراق.
- الفلبينية
- الهندية
- الأوردو.[2]